# Atletica leggera alla XXX Universiade - 100 metri piani femminili
La specialità dei 100 metri piani femminili alla Universiade di Napoli 2019 si è svolta tra l'8 ed il 9 luglio 2019.

## Podio
| Oro     | Dutee Chand India          |
| Argento | Ajla Del Ponte Svizzera    |
| Bronzo  | Lisa Marie Kwayie Germania |

## Risultati

### Preliminari
Passano al turno successivo le prime quattro atlete di ogni batteria (Q) e le tre atlete con i migliori tempi tra le escluse (q).

Vento:

Batteria 1: -0,4 m/s, Batteria 2: -1,4 m/s
| Posizione | Batteria | Nome                    | Nazione        | Tempo | Note |
| --------- | -------- | ----------------------- | -------------- | ----- | ---- |
| 1         | 2        | Latifa Ali              | Ghana          | 11.93 | Q,   |
| 2         | 1        | Evija Šefere            | Lettonia       | 12.06 | Q,   |
| 3         | 1        | Jeany Agreta            | Indonesia      | 12.14 | Q    |
| 4         | 2        | Omaya Muthumala         | Sri Lanka      | 12.28 | Q    |
| 5         | 1        | Vika Rutar              | Slovenia       | 12.36 | Q    |
| 6         | 1        | Djamila Zine            | Algeria        | 12.53 | Q    |
| 7         | 1        | Mariama Mahamadou Nouha | Niger          | 13.43 | q    |
| 7         | 2        | Ilona Chiabaut          | Monaco         | 13.43 | Q    |
| 9         | 1        | Hajer Al-Habsi          | Oman           | 14.03 | q    |
| 10        | 1        | Patience Chikalira      | Malawi         | 14.80 | q    |
| 11        | 2        | Munirah Al-Turki        | Arabia Saudita | 15.94 | Q    |
|           | 1        | Feven Zinabu            | Etiopia        | DNS   |      |
|           | 2        | Damdji Dalila           | Comore         | DNS   |      |
|           | 2        | Nanah Yansaneh          | Sierra Leone   | DNS   |      |
|           | 2        | Chido Gadzikwa          | Zimbabwe       | DNS   |      |

### Batterie
Passano in semifinale le prime due atlete di ogni batteria (Q) e le otto atlete con i migliori tempi tra le escluse (q).

Vento:

Batteria 1: -0,5 m/s, Batteria 2: -0,2 m/s, Batteria 3: +0,4 m/s, Batteria 4: -0,9 m/s,
  
Batteria 5: +0,1 m/s,Batteria 6: +0,1 m/s, Batteria 7: -0,5 m/s, Batteria 8: +0,3 m/s
| Posizione | Batteria | Nome                     | Nazione            | Tempo | Note                                     |
| --------- | -------- | ------------------------ | ------------------ | ----- | ---------------------------------------- |
| 1         | 8        | Basant Abdelsalam        | Egitto             | 11.45 | Q                                        |
| 2         | 3        | Salome Kora              | Svizzera           | 11.46 | Q                                        |
| 3         | 6        | Kryscina Cimanoŭskaja    | Bielorussia        | 11.46 | Q                                        |
| 4         | 5        | Lisa Marie Kwayie        | Germania           | 11.47 | Q                                        |
| 5         | 7        | Dutee Chand              | India              | 11.48 | Q                                        |
| 6         | 6        | Zoe Hobbs                | Nuova Zelanda      | 11.52 | Q                                        |
| 7         | 4        | Vitoria Cristina Rosa    | Brasile            | 11.52 | Q                                        |
| 8         | 3        | Olivia Fotopoulou        | Cipro              | 11.54 | Q                                        |
| 9         | 5        | Mizgin Ay                | Turchia            | 11.56 | Q,                                       |
| 10        | 2        | Tamzin Thomas            | Sudafrica          | 11.56 | Q                                        |
| 11        | 3        | Sade McCreath-Tardiel    | Canada             | 11.58 | q                                        |
| 12        | 1        | Stella Akakpo            | Francia            | 11.60 | Q                                        |
| 13        | 3        | Celeste Mucci            | Australia          | 11.64 | q                                        |
| 14        | 1        | Jessica-Bianca Wessolly  | Germania           | 11.66 | Q                                        |
| 15        | 7        | Shanti Pereira           | Singapore          | 11.66 | Q                                        |
| 16        | 8        | Kamila Ciba              | Polonia            | 11.69 | Q                                        |
| 17        | 2        | Marcela Pírková          | Rep. Ceca          | 11.70 | Q                                        |
| 18        | 5        | Loungo Matlhaku          | Botswana           | 11.71 | q                                        |
| 19        | 2        | Ajla Del Ponte           | Svizzera           | 11.72 | q                                        |
| 20        | 7        | Alexandra Toth           | Austria            | 11.74 | q                                        |
| 21        | 8        | Anna Keefer              | Stati Uniti        | 11.75 | q                                        |
| 22        | 1        | Anniina Kortetmaa        | Finlandia          | 11.79 | q                                        |
| 23        | 4        | Iza Flores               | Messico            | 11.81 | Q                                        |
| 24        | 2        | María Mercedes Talamante | Messico            | 11.81 | q                                        |
| 25        | 1        | Zakiyya Hasanova         | Azerbaigian        | 11.85 |                                          |
| 26        | 4        | Georgia Hulls            | Nuova Zelanda      | 11.87 |                                          |
| 27        | 3        | Karolina Deliautaitė     | Lituania           | 11.87 | Miglior prestazione personale stagionale |
| 28        | 6        | Anna Bulanova            | Kirghizistan       | 11.88 |                                          |
| 29        | 1        | Jacent Nyamahunge        | Uganda             | 11.88 | Miglior prestazione personale            |
| 30        | 3        | Supawan Thipat           | Thailandia         | 11.92 |                                          |
| 31        | 8        | Kanako Yuasa             | Giappone           | 11.92 |                                          |
| 32        | 4        | Kate Agyemang            | Ghana              | 11.93 |                                          |
| 33        | 2        | On-Uma Chattha           | Thailandia         | 11.97 |                                          |
| 34        | 6        | Agata Forkasiewicz       | Polonia            | 11.98 |                                          |
| 35        | 7        | Mai Fukuda               | Giappone           | 11.99 |                                          |
| 36        | 2        | Latifa Ali               | Ghana              | 11.99 |                                          |
| 37        | 5        | Evija Šefere             | Lettonia           | 12.02 | Miglior prestazione personale stagionale |
| 38        | 3        | Dhanalakshmi Sekar       | India              | 12.04 |                                          |
| 39        | 8        | Rima Kashafutdinova      | Kazakistan         | 12.05 |                                          |
| 40        | 1        | Hajar Eddaou             | Marocco            | 12.10 |                                          |
| 41        | 6        | Loi Im Lan               | Macao              | 12.12 |                                          |
| 42        | 5        | Louise Ostergard         | Danimarca          | 12.17 |                                          |
| 43        | 7        | Reabetswe Moloi          | Sudafrica          | 12.20 |                                          |
| 44        | 4        | Hu Chia-chen             | Taipei Cinese      | 12.21 |                                          |
| 45        | 6        | Diana Podoleanu          | Moldavia           | 12.22 |                                          |
| 46        | 4        | Javiera Cañas            | Cile               | 12.23 |                                          |
| 47        | 7        | Malin Kulseth            | Norvegia           | 12.24 |                                          |
| 48        | 7        | Tyas Murtiningsih        | Indonesia          | 12.27 |                                          |
| 49        | 6        | Jeany Agreta             | Indonesia          | 12.31 |                                          |
| 50        | 5        | Vika Rutar               | Slovenia           | 12.32 |                                          |
| 51        | 4        | Djamila Zine             | Algeria            | 12.42 |                                          |
| 52        | 3        | María Montt              | Cile               | 12.43 |                                          |
| 53        | 8        | Shirin Akter             | Bangladesh         | 12.45 |                                          |
| 54        | 6        | Omaya Muthumala          | Sri Lanka          | 12.49 |                                          |
| 55        | 2        | Safaa Troubia            | Algeria            | 12.52 |                                          |
| 56        | 5        | Lushomo Mukakanga        | Zambia             | 12.66 |                                          |
| 57        | 8        | Margaret Apolot          | Uganda             | 12.86 |                                          |
| 58        | 7        | Ilona Chiabaut           | Monaco             | 13.46 |                                          |
| 59        | 4        | Abigaelle Dalamndji      | Rep. Centrafricana | 13.77 |                                          |
|           | 1        | Irene Bell Bonong        | Camerun            | DNS   |                                          |
|           | 1        | Mariama Mahamadou Nouha  | Niger              | DNS   |                                          |
|           | 2        | Munirah Al-Turki         | Arabia Saudita     | DNS   |                                          |
|           | 3        | Patience Chikalira       | Malawi             | DNS   |                                          |
|           | 8        | Hajer Al-Habsi           | Oman               | DNS   |                                          |

### Semifinali
Passano in finale le prime due atlete di ogni batteria (Q) e le due atlete con i migliori tempi tra le escluse (q).

Vento:

Batteria 1: -0,8 m/s, Batteria 2: -0,5 m/s, Batteria 3: +0,1 m/s
| Posizione | Batteria | Nome                     | Nazione       | Tempo | Note                                     |
| --------- | -------- | ------------------------ | ------------- | ----- | ---------------------------------------- |
| 1         | 3        | Ajla Del Ponte           | Svizzera      | 11.41 | Q                                        |
| 2         | 2        | Dutee Chand              | India         | 11.41 | Q                                        |
| 3         | 3        | Lisa Marie Kwayie        | Germania      | 11.44 | Q                                        |
| 4         | 1        | Basant Abdelsalam        | Egitto        | 11.49 | Q                                        |
| 5         | 1        | Vitoria Cristina Rosa    | Brasile       | 11.49 | Q                                        |
| 6         | 3        | Kryscina Cimanoŭskaja    | Bielorussia   | 11.50 | q                                        |
| 7         | 3        | Zoe Hobbs                | Nuova Zelanda | 11.51 | q                                        |
| 8         | 2        | Salome Kora              | Svizzera      | 11.57 | Q                                        |
| 9         | 3        | Olivia Fotopoulou        | Cipro         | 11.59 |                                          |
| 10        | 1        | Tamzin Thomas            | Sudafrica     | 11.62 |                                          |
| 11        | 1        | Loungo Matlhaku          | Botswana      | 11.63 |                                          |
| 12        | 2        | Sade McCreath-Tardiel    | Canada        | 11.65 |                                          |
| 13        | 2        | Stella Akakpo            | Francia       | 11.72 |                                          |
| 14        | 1        | Shanti Pereira           | Singapore     | 11.73 |                                          |
| 15        | 2        | Kamila Ciba              | Polonia       | 11.74 |                                          |
| 16        | 1        | Celeste Mucci            | Australia     | 11.74 |                                          |
| 17        | 2        | Mizgin Ay                | Turchia       | 11.75 | Miglior prestazione personale stagionale |
| 18        | 3        | Marcela Pírková          | Rep. Ceca     | 11.79 |                                          |
| 19        | 3        | Iza Flores               | Messico       | 11.79 |                                          |
| 20        | 2        | Anniina Kortetmaa        | Finlandia     | 11.86 |                                          |
| 21        | 2        | Alexandra Toth           | Austria       | 11.87 |                                          |
| 22        | 3        | Anna Keefer              | Stati Uniti   | 11.90 |                                          |
| 23        | 1        | María Mercedes Talamante | Messico       | 11.95 |                                          |
|           | 1        | Jessica-Bianca Wessolly  | Germania      | DNS   |                                          |

### Finale
| Pos. | Corsia | Nome                  | Nazione       | Tempo          | Note |
| ---- | ------ | --------------------- | ------------- | -------------- | ---- |
|      | 4      | Dutee Chand           | India         | 11"32          |      |
|      | 5      | Ajla Del Ponte        | Svizzera      | 11"33          |      |
|      | 3      | Lisa Marie Kwayie     | Germania      | 11"39          |      |
| 4    | 7      | Salome Kora           | Svizzera      | 11"39          |      |
| 5    | 8      | Vitoria Cristina Rosa | Brasile       | 11"41          |      |
| 6    | 1      | Kryscina Cimanoŭskaja | Bielorussia   | 11"44          |      |
| 7    | 6      | Basant Abdelsalam     | Egitto        | 11"53          |      |
| 8    | 2      | Zoe Hobbs             | Nuova Zelanda | 11"55          |      |
|      |        |                       |               | Vento: 0,0 m/s |      |